# (9292) 1982 UE2
A (9292) 1982 UE2 egy marsközeli kisbolygó. Antonín Mrkos fedezte fel 1982. október 16-án.